# Завадский, Эдвальд Абрамович
Эдвальд Абрамович Завадский (2 июня 1927, Миллерово, Ростовская область — 22 марта 2005, Донецк) — советский и украинский физик. Член-корреспондент АН УССР (избран 29 марта 1978, специальность — физика твёрдого тела).

## Биографические сведения
- 1955 г. — окончил Орский педагогический институт.
- 1956—1966 гг. — работал в Институте физики металлов Уральского филиала АН СССР.
- 1966 г. — начал работать в Донецке в Физико-техническом институте АН УССР (ныне Донецкий физико-технический институт им. А. А. Галкина НАН Украины).

## Научная деятельность
Научные труды Завадского касаются физики твёрдого тела. Он, в частности, исследовал влияние сильного магнитного поля и высокого давления в особенности фазовых превращений в магнитных материалах.
Основатель научной школы физики фазовых превращений в экстремальных условиях.
Завадский открыл явление необратимого индуцирования магнитным полем новых состояний, «скрытых» в области отрицательных давлений, обнаружил метастабильные гетерофазные состояния в сегнетоэлектриках, исследовал особенности магнитного упорядочения и фазовых переходов в магнетиках с несколькими параметрами порядка и фазовые переходы в кристаллах с позиционным беспорядком.

## Премии
- 1975 — премия имени Кирилла Синельникова АН УССР (вместе с Александром Галкиным) за цикл работ по индуцированию нового состояния вещества сильным магнитным полем.

## Основные публикации
- Кузьмин Е. В., Петраковский Г. А., Завадский Э. А. Физика магнитоупорядоченных веществ. — Новосибирск: Наука, 1976. — 278 с.
- Завадский Э. А., Вальков В. И. Магнитные фазовые переходы. — К.: Наукова думка, 1980. — 195 с.
- Завадский Э. А., Ищук В. Г. Метастабильные состояния в сегнетоэлектриках. — К.: Наукова думка, 1987. — 256 с.